# Trögkrypare

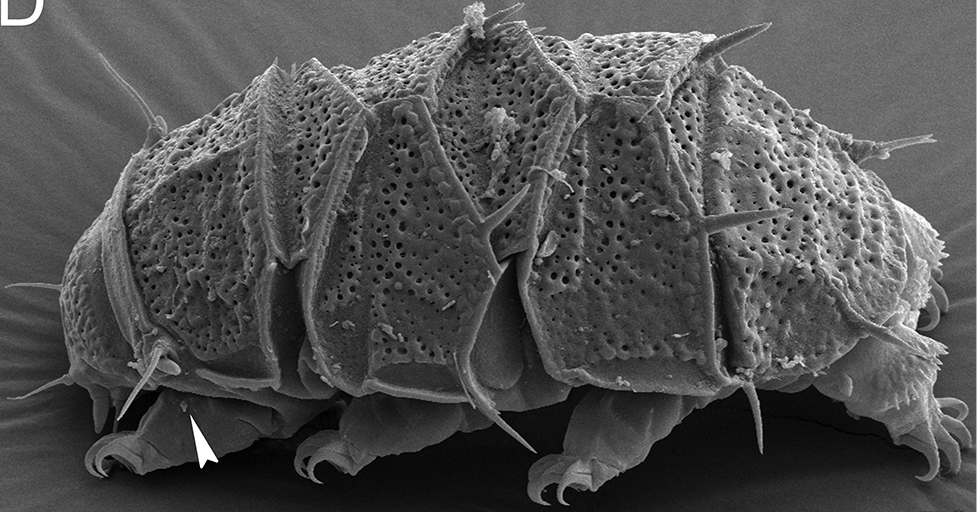
Echiniscus succineus.

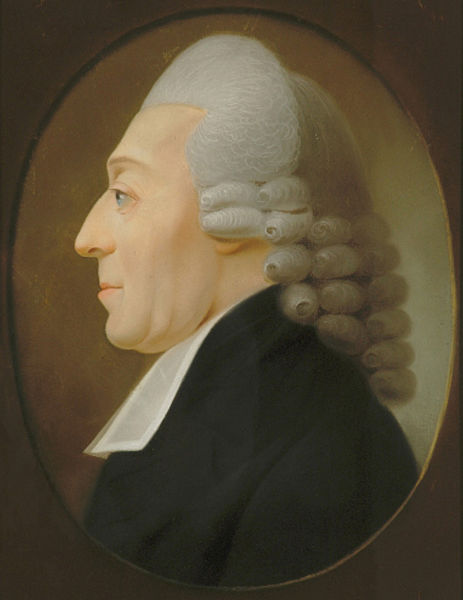
Johann August Ephraim Goeze beskrev arten 1773, han kallade dem "små vattenbjörnar"

Trögkrypare eller björndjur (Tardigrada, från Latins tardus, långsam, och gradus steg) är en djurstam inom protostomer. Arterna är mycket små, mellan 0,05 och 1 mm. Trögkryparna är i huvudsak vattenlevande, även om de också återfinns på land i exempelvis mossa. De kännetecknas av fyra kloförsedda "benpar", som används för att gå eller klättra på underlaget. Detta gör att de liknar små knubbiga björnar, vilket är upphovet till benämningen "björndjur".
Trögkryparna beskrivs oftast som de tåligaste organismerna på jorden. Vissa arter kan uthärda timmar och till och med veckor av stark strålning, vakuum och nedkylning till endast en grad över den absoluta nollpunkten genom att övergå till ett så kallat kryptobiotiskt stadium. Vid experiment har de även överlevt vistelse i rymden.

## Trögkryparnas utvändiga uppbyggnad
Trögkryparna (björndjuren) brukar delas in i tre grupper, beroende på  utvändig uppbyggnad:
- Arthrotardigrada, vattenlevande arter som har välutvecklade huvudbihang, oftast en mellanliggande utväxt och alltid utväxt A[förklaring behövs]. Utväxterna på benen (klor, etc.) växer oftast, men inte alltid, ut från samma punkt.
- Echiniscoidea, bepansrade arter som lever i kalkhaltig jord eller obepansrade vattenlevande björndjur. Huvudbihangen är mindre utvecklade än hos Arthrotardigrada, en mellanliggande utväxt finns oftast inte men utväxt A finns alltid. Utväxterna på benen växer inte ut från samma punkt.
- Eutardigrada, lever mest i kalkhaltig jord. Har inga huvudbihang, inte ens någon mellanliggande utväxt. Deras kroppar är inte bepansrade. Utväxterna på benen växer inte ut från samma punkt. De dubbla klorna har utvecklats till en primär och en sekundär arm.

### Arthrotardigrada
Huvudbihangen för känsel är den mest användbara delen av Arthrotardigrada när det gäller indelning och en full uppsättning innefattar en enkel mellanliggande utväxt, ett par interna utväxter, ett par externa utväxter, ett par A-utväxter, ett par primära klor, ett par sekundära klor och ett par tertiära klor (dessa är dock sällsynta.)
I många släkten, till exempel Parastygarctus, är dessa bihang av olika storlek och form, vilket drastiskt förändrar dess utseende och kan ge upphov till förvirring. Den relativa placeringen av bihangen är dock mer eller mindre oförändrad. Utväxterna är av varierande storlek och varje utväxt är uppbyggd av tre understrukturer; en lökformig bas (cirrofon), en krage (scapus) och en hårliknande flagell.
De relativa storlekarna av dessa komponenter används som ett artindelningskriterium inom den här gruppen. En avvikande struktur, ett smalt rör, har observerats i cirroforen i de primära klorna hos ett fåtal arter och efter dess första upptäckt i Florarctus antillensis (Van der Land, 1968) kallades det ”Van der Lands organ.” Den termen används nu ofta i beskrivningen av vattenlevande björndjur. Tertiära klor är sällsynta och har bara observerats hos ett mycket litet antal arter i släktena Angursa, Renaudarctus och Paradoxipus. Klorna har många olika utseenden, med former som klubb-, kupol-, banan- och njurformade. Sädesreceptorerna hos vissa arter är ganska lätta att upptäcka och är av varierande storlek och form. (Noda, 1986) har föreslagit att formen på vesikeln och kanalen som utgör sädesreceptorerna hos Halechiniscidae också kan vara av värde som ett kännetecken för bestämning av släkte eller art. Vissa arter stämmer dock inte med Nodas teori, till exempel är kanalerna i sädesreceptorerna hos Styraconyx tyrrhenus buckliga istället för skruvade, vilket antyder att en viss förbättring av Nodas teori behövs innan den kan användas med säkerhet. (Van der Land, 1968) beskrev benen hos Florarctus som arthropoda, då de faktiskt är ledbaserade. Terminologin som används är dock samma som för leddjurens lemmar. Ett antal arter visar på förlängningar av kroppen. Dessa har förmodligen uppkommit för att öka rörelseförmågan i vattenmiljöer.

### Echiniscoidea
Hos de landlevande echiniscoiderna är plattor på ryggen en distinkt egenskap och en av de viktigaste för artbestämning. Dessa plattor finns inte hos de vattenlevande typerna – bland annat flera arter av Echiniscoides. Plattornas struktur är väldigt varierande. Hos en given art kan strukturen till och med variera mellan individuella plattor. Alternativt kan individuella plattor vara delade av band av varierande struktur som hos Echiniscus trisetosus. Utseendet av strukturen kan variera med fokus när det betraktas i hög förstoring. Man ska därför betrakta plattorna i flera olika fokusplan. Ett antal artbeskrivningar har inkluderat detaljer om skalet med objektivet inställt på både ”hög” och ”låg” fokus. Fokusinställningen är dock svår att standardisera och har bidragit till förvirring i några beskrivningar.
Pigmenteringen är varierande, med några arter med väldigt ljusa plattor. Pigmenteringen hos vissa arter antas bero på djurets födokälla, till exempel ljusorange från karotenoider som finns i många lavar (Massonneau & May, 1950).
Förflyttningen av karotenoider från matsmältningsområdet till skalet via kroppen har beskrivits av (Mihelčič, 1950). Formen av plattorna är också väldigt varierande. Förutom variationer i storlek och struktur kan plattorna vara sammanväxta eller delade, som hos flera arter av Novechiniscus, där alla segmentplattor är udda. De enkla plattorna går över hela djurets bredd. Hos flera arter av Testechiniscus finns även magplattor som komplement till ryggplattorna. Hos Echiniscus tesselatus är plattan över huvudet indelad i 10 småplattor. Hos många arter har ändplattan två fördjupningar som kan vara endast små hål i framkanten eller stora fördjupningar som sträcker sig bort till bakkanten av plattan, och alltså dela upp plattan i två små plattor, som hos Hypechiniscus gladiator. Hos ett antal arter så som Pseudechiniscus novazeelandiae har framkanten av den pseudosegmenterade plattan bihang. I många arter av heterotardigrador är munnen placerad i en indragbar kon. Fyra klor sitter direkt på benet. På det fjärde paret ben hos flera arter av Echiniscus kan en tandkrage ses. Denna har ett varierande antal tänder. Små utväxter kan ofta synas på benen.

### Eutardigrada
Av de synliga utvändiga strukturerna i eutardigrador är klorna viktigast för att kunna identifiera arten. Eutardigradornas klor är av mycket varierande form. I ordningen Parachela är den andra förgreningen fäst i benet och den första förgreningen växer ut ur den andra. I Macrobiotidae är de två dubbelklorna på varje ben av liknande storlek och form samt symmetriska. På Hypsibiidae däremot är dessa ofta av varierande storlek och form samt asymmetriska. På Apochela är både den första och andra förgreningen fästa i benet. Andningsapparaten är synlig genom det transparenta ytterlagret på de flesta eutardigradorna, men den tillhör inte yttre uppbyggnaden. Kindöppningen har däremot ett par utvändiga kännetecken som kan hjälpa till vid artbestämning. Det yttre hos ett antal eutardigrada arter är färgat tack vare pigment i epitelvävnaden. Även om detta är ett varierande kännetecken som inte anses ha något större värde i artbestämningen så är det ett så synligt kännetecken att det ofta är en direkt guide till att kunna gissa vilken grupp en ny art tillhör. Till exempel så har ett antal arter i gruppen oberhauseri speciella rödbruna ränder på ryggen. Färgen kan inte användas om djuret har lagts i en lösning, så som Hoyers lösning, och är därför inte av något större värde vid artbestämning.

## Fortplantning
Tardigraderna fortplantar sig på två olika sätt. Dels sker fortplantningen sexuellt mellan en hane och hona, men det finns även tardigrader som förökar sig genom hermafroditism. Det finns betydligt fler hermafroditiska djur eftersom alla kan lägga ägg och därför får de fler avkommor per individ. Nackdelen är att det blir sämre variation i den genetiska uppsättningen vilket leder till att dåliga egenskaper förstärks och kan få avkomman att bli defekt.
Organen som de fortplantar sig med är olika för de två olika huvudarterna av tardigrader, eutardigrader och heterotardigrader. Hos eutardigrader kan anus räknas som en kloak eftersom de använder kloaken till befruktning också.
Skillnaden på vilket kön heterotardigrader tillhör ses genom att jämföra deras huvudbihang. Bland hanar är känselutväxten längre än den närliggande utväxten och bland honor är känselutväxten kortare än den närliggande utväxten.
Jungfrufödsel sker i en del populationer och är vanlig i vissa. Det är effektivt om ett område ska "befolkas" eftersom ingen tid läggs ner på att leta efter en hanne. Om sexuell förökning ska ske måste en hanne hittas som kan befrukta äggen, vilket tar betydligt längre tid.
Äggen som de lägger har ett speciellt skal. Att göra skalet så speciellt kostar mycket energi. Anledningen att skalet är så speciellt utformat diskuteras. Nedan följer några teorier:
- hålla ägget "säkert" även vid vattenrörelser.
- undvika att andra djur äter upp det.
- förebygga uttorkning genom att samla vatten i små utrymmen.

Man tror att en del arter använder någon sorts utskott på munnen för att ta sig ur sitt skal när de kläcks. Men detta gäller inte alla arter, särskilt inte de som har svaga utskott. Under kläckningen och timmarna strax efter pumpar eutardigrader in vätska i tarmen genom att använda muskler som liknar de vi har i svalget. På det sättet sträcks embryot och när den svällt klart är den större än ägget. Detta hjälper dem även att komma ut ur ägget. Medan eutardigrader tydligt visar att de utvecklas efter att de kläckts syns det inte lika väl på heterotardigrader. De utvecklas i tre steg efter kläckningen. I det första saknar de två "klor" jämfört med den vuxna formen. I steg två har de inte utvecklat någon könspor och kan inte fortplanta sig. I det tredje steget är de fullt utvecklade.
Livet igenom "ömsar" de skinn. Detta är också en del av deras utveckling.

## Rymdexperiment
Trögkryparnas härdighet i miljöer som är extrema vad gäller temperatur, vakuum, strålning och torka gör att de ofta nämns i diskussioner om panspermteorin. Teorin behandlar möjligheten av spridning av liv i universum genom transport av biologiska varelser mellan himlakroppar. Bland annat av detta skäl har björndjurens överlevnad testats i rymden. En stor andel av en av de två arter som testades överlevde två veckors exponering i rymden om solens UV-strålning delvis skärmades bort. Däremot dog nästan alla de björndjur som utsattes för solens fulla UV-strålning. Den israeliska rymdsonden Beresheet som kraschlandade på månen 2019 hade med sig trögkrypare.